# 阿维尼翁歌剧院

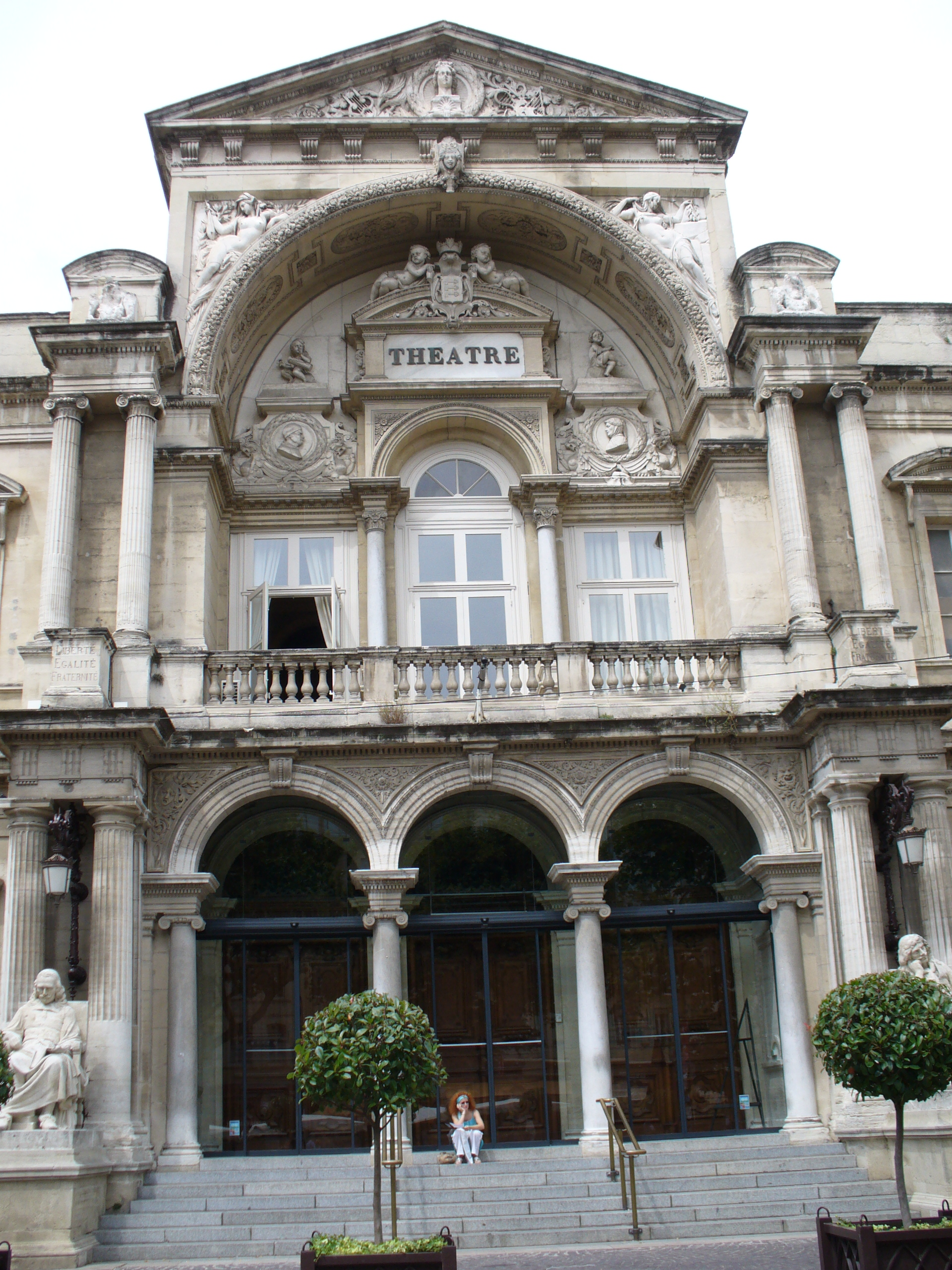
立面

阿维尼翁歌剧院（法語：Opéra d'Avignon），原名市立剧院（Théâtre municipal），位于该市时钟广场（place de l'Horloge），1847年开幕。

## 历史
1824年，阿维尼翁市议会决定开发时钟广场，清除市政厅隔壁本笃会修道院的废墟，新建一座剧院。
剧院前面修建了希腊罗马风格的柱廊，上面是阿波罗和缪斯雕像。 
1846年新剧院烧毁，市政府决定在原址重建，两位建筑师来自里昂和尼姆。楼前是莫里哀和科尼利厄斯雕像。 